# Gérard Genette
Gérard Genette (nascido em 1930, em Paris - 11 de maio de 2018) foi um crítico literário francês e teórico da literatura que construiu a sua própria abordagem poética a partir do cerne do estruturalismo. É um dos responsáveis pela reintrodução do vocabulário em uma retórica crítica literária, por exemplo, termos como Tropo e metonímia. Adicionalmente seu trabalho sobre narrativa, mais conhecido em Inglês através da selecção Narrativa do Discurso: um ensaio em Método, tem sido de importância.
Sua influência internacional não é tão grande como a de alguns outros identificados com o estruturalismo, como Roland Barthes e Claude Lévi-Strauss; seu trabalho é mais freqüentemente incluído em seleções ou discutido em obras secundárias do que estudado em seu próprio direito.